# Canadian Society of Cinematographers
Die Canadian Society of Cinematographers (CSC) ist eine gemeinnützige kanadische Organisation.
Die CSC wurde 1957 gegründet und hat über 500 Mitgliedern. Die Aufgabe des Canadian Society of Cinematographers ist, die künstlerische Kreativität und die erforderlichen Fähigkeiten für die Cinematographie zu fördern. Sie gehört mit der American Society of Cinematographers und der British Society of Cinematographers zu den einflussreichsten Verbänden.

## Veröffentlichungen
Ab 1962 gab die Canadian Society of Cinematographers das Magazin Canadian Cinematography heraus. Fünf Jahre später wurde es umbenannt in Cinema Canada und 1989 in Canadian Cinematographer.

## Preisverleihungen
Die Canadian Society of Cinematographers verleiht im Rahmen einer jährlich in Toronto stattfindenden Gala-Veranstaltung die Canadian Society of Cinematographers Awards. Im Jahr 2017 fand die Verleihung der CSC Awards zum 60. Mal statt.